# Feodor al III-lea al Rusiei
Feodor al III-lea Alexeevici al Rusiei (rusă Фёдор III Алексеевич), (n. 9 iunie 1661, Moscova, Țaratul Rusiei – d. 7 mai 1682, Moscova, Țaratul Rusiei)  a fost Țar al Rusiei în perioada 1676 - 1682.

## Biografie
Feodor s-a născut la Moscova și a fost fiul cel mare al Țarului Alexei I al Rusiei și a primei soții, Maria Miloslavskaia. În 1676, la vârsta de 15 ani, i-a succedat tatălui său la tron. A fost înzestrat cu un intelect fin și cu o nobilă dispoziție; a primit o educație excelentă de la Simeon Polotski, cel mai învățat călugăr slavon.
A fost credincios și avea aspirații literare; a contribuit la traducerea a doi psalmi dintr-o psaltire publicată în 1679. La început a fost dominat de facțiunea condusă de familia Miloslavski din partea mamei lui. Ei l-au convins să-l exileze pe Matveev, cel mai activ boier al facțiunii Narîșkin, familia celei de-a doua soții a tatălui său.
Cea mai ambițioasă inițiativă cu caracter politic din timpul domniei sale a fost recensământul pământurilor început în 1680.
În 1680 Feodor s-a căsătorit cu Agafia Grușevskaia, fiica unui nobil polonez ortodox. Manierele și îmbrăcămintea poloneză au ajuns să predomine la curte. Agafia a dat naștere unui fiu, Ilia, în iulie 1681, însă atât ea cât și copilul au murit după câteva zile. Țarul a fost îndemnat de consilieri să se recăsătorească cât mai repede din motive dinastice. S-a recăsătorit în februarie 1682 cu Marfa Apraxina (1667 - 1716).
Înainte de Paștele din 1682, Feodor s-a îmbolnăvit grav și a murit fără să desemneze nici un moștenitor.
1. ↑  RKDartists, accesat în 7 decembrie 2022